# Sung Sa Pa
Sung Sa Pa (danh pháp khoa học: Ficus chapaensis) là một loài thực vật có hoa trong họ Moraceae. Loài này được Gagnep. mô tả khoa học đầu tiên năm 1927.